# Martinius Stenshorne
Martinius Kleve Stenshorne (pronunciación en noruego: /mɑːˈʈɪ.niʉs ˈklɛ.ʋə ˈstɛːns.hʊ.ɳə/; Hokksund, Noruega; 2 de febrero de 2006) es un piloto de automovilismo noruego. Fue campeón de los campeonatos de karting de Italia y del WSK Super Master Series. En 2023 compitió en la Fórmula Regional de Medio Oriente y resultó subcampeón de la Fórmula Regional Europea con R-ace GP. Desde 2024 compite en el Campeonato de Fórmula 3 de la FIA con Hitech GP y es miembro del Programa de Jóvenes Pilotos de McLaren.

## Carrera

### Inicios
Stenshorne se iniciaría en el Karting en el Trofeo Andrea Margutti en la categoría 60 Mini, Stenshorne ganaría en el 2018 el Campeonato Italiano de Karting y el WSK Super Master Series en la categoría 60 Mini.

### Fórmula Regional

#### 2022
En 2022, Stenshorne probaría 3 veces con R-ace GP en el Campeonato de Fórmula Regional Europea, donde su mejor resultado sería de las 3 ocasiones sería un 1m26.869s dado en 177 vueltas en el Red Bull Ring.

#### 2023
En 2023, R-ace GP confirmaría a Stenshorne para el Campeonato de Fórmula Regional de Medio Oriente de 2023. Tiempo después, el mismo equipo lo anunciaría para disputar el Campeonato de Fórmula Regional Europea.

## Resumen de carrera
| Temporada | Categoría                                       | Equipo                | Carreras     | Victorias    | Poles        | VR           | Podios       | Puntos       | Pos.         |
| --------- | ----------------------------------------------- | --------------------- | ------------ | ------------ | ------------ | ------------ | ------------ | ------------ | ------------ |
| 2022      | Campeonato de EAU de Fórmula 4                  | 3Y by R-ace GP        | 19           | 0            | 0            | 0            | 1            | 72           | 10.º         |
| 2022      | Campeonato de Italia de Fórmula 4               | Van Amersfoort Racing | 20           | 0            | 0            | 0            | 2            | 122          | 7.º          |
| 2022      | ADAC Fórmula 4                                  | Van Amersfoort Racing | 6            | 0            | 0            | 0            | 0            | 0            | NC†          |
| 2022      | Campeonato de España de F4                      | Monlau Motorsport     | 3            | 0            | 0            | 0            | 0            | 22           | 17.º         |
| 2023      | Campeonato de Fórmula Regional de Medio Oriente | R-ace GP              | 9            | 0            | 0            | 0            | 0            | 20           | 18.º         |
| 2023      | Campeonato de Fórmula Regional Europea          | R-ace GP              | 20           | 5            | 3            | 3            | 11           | 261          | 2.º          |
| 2023      | Campeonato del Sudeste Asiático de Fórmula 4    | Pinnacle Motorsport   | 2            | 0            | 0            | 0            | 0            | 0            | NC           |
| 2024      | Campeonato de Fórmula Regional de Medio Oriente | R-ace GP              | 9            | 0            | 0            | 1            | 4            | 100          | 8.º          |
| 2024      | Campeonato de Fórmula 3 de la FIA               | Hitech Pulse-Eight    | 18           | 1            | 0            | 1            | 2            | 38           | 18.º         |
| 2024      | Campeonato GB3                                  | Chris Dittmann Racing | 2            | 0            | 0            | 0            | 0            | 19           | 27.º         |
| 2025      | Campeonato de Fórmula 3 de la FIA               | Hitech TGR            | Disputándose | Disputándose | Disputándose | Disputándose | Disputándose | Disputándose | Disputándose |
| Fuente:   |                                                 |                       |              |              |              |              |              |              |              |

## Resultados

### Campeonato de España de F4
(Clave) (negrita indica pole position) (cursiva indica vuelta rápida)

| Año  | Equipo            | 1   | 1   | 1   | 2   | 2   | 2   | 3   | 3   | 3   | 4   | 4   | 4   | 5   | 5   | 5   | 6   | 6   | 6   | 7   | 7   | 7   | Pos  | Puntos |
| ---- | ----------------- | --- | --- | --- | --- | --- | --- | --- | --- | --- | --- | --- | --- | --- | --- | --- | --- | --- | --- | --- | --- | --- | ---- | ------ |
| 2022 | Monlau Motorsport | ALG | ALG | ALG | JER | JER | JER | VAL | VAL | VAL | SPA | SPA | SPA | ARA | ARA | ARA | NAV | NAV | NAV | BAR | BAR | BAR | 17.º | 22     |
| 2022 | Monlau Motorsport |     |     |     |     |     |     |     |     |     |     |     |     | 6   | 5   | 6   |     |     |     |     |     |     | 17.º | 22     |

### ADAC Fórmula 4
(Clave) (negrita indica pole position) (cursiva indica vuelta rápida)

| Año  | Equipo                | 1   | 1   | 1   | 2   | 2   | 2   | 3   | 3   | 3   | 4    | 4    | 4    | 5   | 5   | 5   | 6    | 6    | 6    | Pos. | Puntos |
| ---- | --------------------- | --- | --- | --- | --- | --- | --- | --- | --- | --- | ---- | ---- | ---- | --- | --- | --- | ---- | ---- | ---- | ---- | ------ |
| 2022 | Van Amersfoort Racing | SPA | SPA | SPA | HOC | HOC | HOC | ZAN | ZAN | ZAN | NÜR1 | NÜR1 | NÜR1 | LAU | LAU | LAU | NÜR2 | NÜR2 | NÜR2 | NC†  | 0      |
| 2022 | Van Amersfoort Racing |     |     |     | 5   | 5   | 7   | 8   | 10  | 8   |      |      |      |     |     |     |      |      |      | NC†  | 0      |

### Campeonato de Italia de Fórmula 4
(Clave) (negrita indica pole position) (cursiva indica vuelta rápida)

| Año  | Equipo                | 1   | 1   | 1   | 2   | 2   | 2   | 3   | 3   | 3   | 4   | 4   | 4   | 5   | 5   | 5   | 5   | 6   | 6   | 6   | 7   | 7   | 7   | Pos. | Puntos |
| ---- | --------------------- | --- | --- | --- | --- | --- | --- | --- | --- | --- | --- | --- | --- | --- | --- | --- | --- | --- | --- | --- | --- | --- | --- | ---- | ------ |
| 2022 | Van Amersfoort Racing | IMO | IMO | IMO | MIS | MIS | MIS | SPA | SPA | SPA | VLL | VLL | VLL | SPI | SPI | SPI | SPI | MNZ | MNZ | MNZ | MUG | MUG | MUG | 7.º  | 122    |
| 2022 | Van Amersfoort Racing | 5   | 5   | 5   | Ret | 7   | 6   | Ret | 11  | 8   | 10  | 10  | 9   | 6   |     | 4   | 8   | 29† | 3   | C   | 3   | 8   | 4   | 7.º  | 122    |

### Campeonato de Fórmula Regional de Medio Oriente
(Clave) (negrita indica pole position) (cursiva indica vuelta rápida puntuable)

| Año  | Equipo   | 1    | 1    | 1    | 2    | 2    | 2    | 3    | 3    | 3    | 4    | 4    | 4    | 5   | 5   | 5   | Pos. | Puntos |
| ---- | -------- | ---- | ---- | ---- | ---- | ---- | ---- | ---- | ---- | ---- | ---- | ---- | ---- | --- | --- | --- | ---- | ------ |
| 2023 | R-ace GP | DUB1 | DUB1 | DUB1 | KUW1 | KUW1 | KUW1 | KUW2 | KUW2 | KUW2 | DUB2 | DUB2 | DUB2 | YMC | YMC | YMC | 18.ª | 20     |
| 2023 | R-ace GP |      |      |      |      |      |      | 13   | 11   | 8    | 15   | 9    | 21†  | 11  | 7   | 6   | 18.ª | 20     |

### Campeonato de Fórmula Regional Europea
(Clave) (negrita indica pole position) (cursiva indica vuelta rápida)

| Año  | Equipo   | 1   | 1   | 2   | 2   | 3   | 3   | 4   | 4   | 5   | 5   | 6   | 6   | 7   | 7   | 8   | 8   | 9   | 9   | 10  | 10  | Pos. | Puntos |
| ---- | -------- | --- | --- | --- | --- | --- | --- | --- | --- | --- | --- | --- | --- | --- | --- | --- | --- | --- | --- | --- | --- | ---- | ------ |
| 2023 | R-ace GP | IMO | IMO | BAR | BAR | BUD | BUD | SPA | SPA | MUG | MUG | LEC | LEC | SPI | SPI | MNZ | MNZ | ZAN | ZAN | HOC | HOC | 2.º  | 261    |
| 2023 | R-ace GP | 1   | 2   | 7   | 12  | 1   | 1   | 3   | 17  | 1   | 3   | 3   | 4   | 18  | 17  | 3   | Ret | 4   | 6   | 2   | 1   | 2.º  | 261    |

### Campeonato de Fórmula 3 de la FIA
(Clave) (negrita indica pole position) (cursiva indica vuelta rápida puntuable)

| Año   | Escudería          | 1   | 1   | 2   | 2   | 3   | 3   | 4   | 4   | 5   | 5   | 6   | 6   | 7   | 7   | 8   | 8   | 9   | 9   | 10  | 10  | Pos. | Puntos | Ref.   |
| ----- | ------------------ | --- | --- | --- | --- | --- | --- | --- | --- | --- | --- | --- | --- | --- | --- | --- | --- | --- | --- | --- | --- | ---- | ------ | ------ |
| 2024  | Hitech Pulse-Eight | SAK | SAK | MEL | MEL | IMO | IMO | MON | MON | BAR | BAR | SPI | SPI | SIL | SIL | BUD | BUD | SPA | SPA | MNZ | MNZ | 18.º | 38     | [ 13 ] |
| 2024  | Hitech Pulse-Eight | 11  | 14  | 1   | 24  | 22  | 14  | 16  | 26  | 4   | 27  | 2   | 12  | EX  | EX  | 13  | 13  | 18  | Ret | 10  | 5   | 18.º | 38     | [ 13 ] |
| 2025* | Hitech TGR         | MEL | MEL | SAK | SAK | IMO | IMO | MON | MON | BAR | BAR | SPI | SPI | SIL | SIL | SPA | SPA | BUD | BUD | MNZ | MNZ | 5.º  | 76     | [ 14 ] |
| 2025* | Hitech TGR         | 2   | 8   | 5   | 18  | 13  | 11  | 1   | 8   | Ret | 9   | 7   | 1   | 2   | 17  |     |     |     |     |     |     | 5.º  | 76     | [ 14 ] |

- * Temporada en progreso.

## Vida personal
Stenshorne forma parte de All Road Management, la cual es dirigida por Nicolas Todt.